# Oktay Urkal
Oktay Urkal (* 15. Januar 1970 in West-Berlin) ist ein ehemaliger deutscher Boxer. Er war im Halbweltergewicht zweifacher EBU-Europameister und dreifacher WM-Herausforderer (WBA/WBC) sowie im Weltergewicht ebenfalls EBU-Europameister und WM-Herausforderer (WBA). 
Als Amateurboxer war er unter anderem dreifacher Deutscher Meister, Europameister, Weltcupsieger und Gewinner der Silbermedaille im Halbweltergewicht bei den Olympischen Sommerspielen 1996 in Atlanta.

## Amateurkarriere
Urkal begann mit dem Boxsport im Alter von zehn Jahren beim Berliner Verein Schöneberger Boxfreunde, wechselte aber bereits nach kurzer Zeit zum Club Neuköllner Sportfreunde. Er wurde 1993, 1994 und 1995 jeweils Deutscher Meister im Halbweltergewicht, wobei er in den Finalkämpfen Jörg Heidenreich, Andreas Zülow und Steven Küchler besiegen konnte. Zudem wurde er mit der Berliner Verbandsstaffel Boxring Berlin 1992/1993 und 1995/1996 Deutscher Mannschaftsmeister in der 1. Bundesliga. Den prestigeträchtigen Chemiepokal von Halle (Saale) gewann er 1993 und 1994 mit Finalsiegen gegen Andreas Zülow und Enrico Thormann.
Bei der Europameisterschaft 1993 in Bursa kämpfte er sich unter anderem mit einem Halbfinalsieg gegen Leonard Doroftei in das Finale vor, wo er gegen Nurhan Süleymanoğlu unterlag und Vize-Europameister wurde. Er startete dann auch noch bei der Weltmeisterschaft 1993 in Tampere und erreichte gegen Eamonn Magee, Pasquale Buonano und Sergei Bykovskiy das Halbfinale, wo er mit einer Bronzemedaille gegen Héctor Vinent ausschied.
1994 gewann er mit Siegen gegen Farchad Bakirow, Nordine Mouchi, Héctor Vinent, Bolat Nijasymbetow und Abdellah Benbiar den Weltcup in Bangkok sowie mit einem Finalsieg gegen Fathi Missaoui die Militär-Weltmeisterschaft der CISM in Tunis. Bei der Weltmeisterschaft 1995 in Berlin gewann er erneut eine Bronzemedaille, nachdem er James Pender, Faustino Reyes und Gerry Legras besiegt hatte und im Halbfinale gegen Nurhan Süleymanoğlu unterlegen war.
1996 gewann er die Europameisterschaft in Vejle und schlug auf dem Weg zum Titel Tonton Semakala, Thomas Damgaard, Jacek Bielski, Sergei Bykovskiy und diesmal auch Nurhan Süleymanoğlu. Er konnte daraufhin an den Olympischen Sommerspielen 1996 in Atlanta teilnehmen und siegte gegen Reynaldo Galido, David Díaz, Nordine Mouchi und Fathi Missaoui, ehe er im Finale gegen Héctor Vinent verlor und die olympische Silbermedaille gewann. Für diesen Erfolg wurde er mit dem Silbernen Lorbeerblatt ausgezeichnet. Er ist der bislang letzte deutsche Boxer, der ein olympisches Finale erreichen konnte (Stand: 2025).
Laut eigener Aussage bestritt er 280 Amateurkämpfe, von denen er 253 gewann.

## Profikarriere
Urkal wurde 1996 Profi beim Hamburger Boxstall Universum Box-Promotion, wo er von Fritz Sdunek trainiert wurde. Ab 2001 boxte er für Sauerland Event unter Ulli Wegner.
Von September 1996 bis Februar 2001 gewann er jeden seiner 28 Kämpfe und wurde dabei im Januar 1998 WBC-International-Champion und im Februar 2000 EBU-Europameister, wobei er den WBC-Titel viermal und den EBU-Titel zweimal verteidigen konnte. Er boxte daraufhin als Pflichtherausforderer am 23. Juni 2000 in Uncasville um den Superweltmeistertitel der WBA und den regulären WM-Titel der WBC im Halbweltergewicht, verlor den Kampf jedoch gegen den Titelträger Kostya Tszyu einstimmig nach Punkten. Zu diesem Zeitpunkt war Urkal von der WBC auf Rang 1 und der WBA auf Rang 4 ihrer Herausforderer geführt worden.
Im September 2002 wurde er erneut EBU-Europameister und verteidigte den Titel dreimal, worauf er am 17. April 2004 in der Berliner Max-Schmeling-Halle um den regulären WBA-WM-Titel im Halbweltergewicht kämpfen konnte. Urkal verlor dabei jedoch durch Mehrheitsentscheidung nach Punkten gegen Vivian Harris und unterlag auch im Rückkampf am 23. Oktober 2004 im Berliner Tempodrom durch TKO in Runde 11.
Nach diesem Kampf stieg er in das Weltergewicht auf und wurde im Mai 2005 EBU-Europameister, wobei er den Titel auch verteidigen konnte. Seinen letzten Kampf bestritt er am 3. März 2007 in San Juan (Puerto Rico); er verlor beim Kampf um den regulären Weltmeistertitel der WBA durch TKO in der elften Runde gegen Miguel Cotto.

## Sonstiges
Oktay Urkal wurde als Sohn türkischer Einwanderer geboren, hat fünf Geschwister und wuchs in Berlin auf. Im Alter von 22 Jahren nahm er die deutsche Staatsbürgerschaft an.
Nach seiner Wettkampfkarriere wurde er 2009 Boxtrainer beim deutschen Boxpromoter ECB Team von Erol Ceylan und wechselte 2015 zu Z!-Pomotion der Brüder Zastrow. Er betreute unter anderem Gökalp Özekler und Erkan Teper, ab Februar 2017 auch Marco Huck.

## Ehrenamtliches Engagement
Oktay Urkal war im August 2006 Schirmherr für die Berliner Veranstaltung Respect Gaymes, ein Sportturnier in den Sportarten Fußball, Streetball und Kampfsport, bei denen auch schwule und lesbische Sportler teilnahmen. Urkal ließ sich auf einem Plakat unter dem Slogan „Zeig Respekt für Schwule und Lesben“ abbilden. Oktays Originalkommentar dazu in der taz vom 28. August 2006: „Ich denke nicht, dass das bei den Fans gleich Missfallen erregt. Ich denke mir, die wissen, wer ich bin und wissen, dass ich nicht schwul bin. Einige Jugendliche denken jetzt vielleicht, dass ich für die Schwulen Reklame mache. Aber ich bin ja nicht schwul, ich habe eine Familie. Aber warum soll ich nicht Leute schützen, die nichts draufhaben, die sich nicht wehren können, die schwach sind, Schwule und Lesben eben. Wenn ich schwach bin, brauche ich auch Hilfe von anderen, jetzt versuche ich meine Bekanntheit so zu nutzen, dass andere eben nicht auf Wehrlose draufschlagen.“